# さとやす
さとやすは日本のイラストレーター。TENKY所属。

## 挿絵
- 終わりのクロニクル
- 電詞都市DT
- 矛盾都市TOKYO
- 機甲都市 伯林
- 閉鎖都市 巴里
- 創雅都市-S.F
- 奏(騒)楽都市OSAKA
- 風水街都 香港
- 遭えば編するヤツら
- 境界線上のホライゾン[1]
- EDGEシリーズ 神々のいない星で
- GENESISシリーズ 境界線上のホライゾン NEXT BOX

## ゲーム
- 奏(騒)楽都市OSAKA